# Alive! (альбом Кармен Макрей)
Alive! — концертный альбом 1973 года американской джазовой певицы Кармен Макрей, записанный в Village Gate в Нью-Йорке в 1965 году. Это сборник из двух альбомов, уже выпущенных на Mainstream Records, Woman Talk (1966) и "Live" & Wailing (1968), причем Woman Talk охватывает первые двенадцать песен, последний — последние девять.
Двойной альбом был сведен в цифровом формате и выпущен на компакт-диске компанией Sony Music в 1994 году на их лейблах Columbia/Legacy в серии «Columbia Jazz Masterpieces».

## Отзывы критиков
| Оценки критиков                            | Оценки критиков |
| Источник                                   | Оценка          |
| ------------------------------------------ | --------------- |
| AllMusic                                   | [ 2 ]           |
| The Rolling Stone Jazz & Blues Album Guide | [ 3 ]           |

Рецензент AllMusic Скотт Яноу заявил, что «Из-за флейты и бонго музыка кажется немного устаревшей, как и из-за включения некоторых забытых мелодий из шоу той эпохи… У Макрей отличный голос, и она лучше всего звучит в некоторых мелодиях, связанных с Билли Холидей, но сет в основном для её поклонников, а не для обычных коллекционеров». В обзоре журнала Billboard значилось: «В этом двойном альбоме с переупакованными вкусностями есть несколько настоящих жемчужин. Мисс Макрей — одна из лучших джазовых вокалисток современности. Это, вкупе с отличным выбором мелодий, должно помочь этому сборнику попасть в джазовые чарты».

## Список композиций
1. «Sometimes I’m Happy» (Винсент Юманс, Ирвинг Сизар, Клиффорд Грей) — 3:27
2. «Don’t Explain» (Артур Херцог мл., Билли Холидей) — 4:15
3. «Woman Talk» (Джон Скотт, Кэрил Брамс) — 4:51
4. «Kick Off Your Shoes» (Сай Коулман, Мюррей Гранд) — 2:16
5. «The Shadow of Your Smile» (Джонни Мэндел, Пол Фрэнсис Уэбстер) — 3:53
6. «The Sweetest Sounds» (Ричард Роджерс) — 2:03
7. «Where Would You Be Without Me?» (Энтони Ньюли, Лесли Брикасс) — 2:34
8. «Feeling Good» (Энтони Ньюли, Лесли Брикасс) — 4:33
9. «Run, Run, Run» (Расс Фримен, Джей Рейзнер) — 2:30
10. «No More» (Тутти Камарата, Боб Расселл) — 3:19
11. «Look at That Face» (Энтони Ньюли, Лесли Брикасс) — 5:02
12. «I Wish I Were in Love Again» (Ричард Роджерс, Лоренц Харт) — 1:33
13. «You Better Go Now» (Ирвин Грэм, Роберт Грэм, Бикли С. Рейхмер) — 2:51
14. «Love for Sale» (Коул Портер) — 7:17
15. «If I Could Be With You (One Hour Tonight)» (Генри Кример, Джеймс Джонсон) — 4:31
16. «Miss Brown to You» (Ральф Рейнджер, Лео Робин, Ричард А.Уайтинг) — 2:58
17. «Perdido» (Эрвин Дрейк, Ганс Ленгсфельдер, Хуан Тизол) — 2:59
18. «Too Close for Comfort» (Мартин Бейкер, Джерри Бок, Ларри Холофсенер, Джордж Дэвид Вайс) — 3:57
19. «Midnight Sun» (Сонни Берк, Лайонел Хэмптон, Джонни Мерсер) — 4:23
20. «Trav’lin’ Light» (Джонни Мерсер, Джимми Манди, Трамми Янг) — 2:49
21. «Love Is Here to Stay» (Джордж Гершвин, Айра Гершвин) — 3:20

## Участники записи
- Кармен Макрей — вокал
- Рэй Бекенштейн — флейта
- Норман Симмонс — фортепиано
- Джо Пума — гитара
- Пол Бреслин — контрабас
- Фрэнк Северино — барабаны
- Хосе Мануал — бонго